# Wind (Roman)
Wind (Originaltitel: The Wind Through the Keyhole) ist ein Roman von Stephen King, der am 21. Februar 2012 im Original und am 10. September 2012 in der deutschen Übersetzung von Wulf Bergner veröffentlicht wurde.
Der Roman ist der achte Teil der Serie Der Dunkle Turm. Obwohl er als letzter Teil erschien, spielt er chronologisch zwischen den Bänden Glas (Band 4) und Wolfsmond (Band 5).

## Hintergrundinformationen
Der Roman wurde 2009 das erste Mal von Stephen King angedeutet, indem er erklärte, dass die bisherigen Romane eigentlich nur Kapitel eines „Über-Romans“ seien und weitere folgen würden. Im März 2011 wurde er offiziell auf der Seite des Autors angekündigt, ein kurzer Auszug wurde am 19. Dezember 2011 online gestellt, dem ersten Tag des Vorverkaufs der limitierten Edition des Romans.
Während King seinen Roman Die Arena bearbeitete, bestätigte er auf einem TimesTalk-Event im TimesCenter am 10. November 2009 und am nächsten Tag auf seiner Website, dass er mit der Arbeit an einem neuen Buch mit dem vorläufigen Titel „The Wind Through the Keyhole“ begonnen hat.

## Handlung
Roland Deschain und sein Ka-Tet sind weiterhin auf ihrem Weg zum Dunklen Turm, als sie in den Grenzlanden einem Sturm standhalten müssen. Während sie in dem Unterschlupf ausharren, erzählt Roland ein Abenteuer seiner Jugend über den „Fellmann“.
Nach dem Tode seiner Mutter wurde er mit seinem Freund Jamie nach Debaria geschickt, um dort den Fellmann, einen mörderischen Gestaltwandler, zu stellen. In Debaria finden sie einen Augenzeugen eines Angriffs, einen Jungen, der allerdings lediglich die Füße des Gestaltwandlers gesehen hatte. Während Jamie die Verdächtigen zur Gegenüberstellung holt, erzählt Roland dem Jungen eine Geschichte über einen anderen Jungen, diese Geschichte nennt Roland „der Wind durch das Schlüsselloch“.
Diese „Geschichte in der Geschichte“ handelt von einem Jungen, dessen Vater angeblich von einem Drachen getötet worden sei. Aus Angst, das Haus bei der nächsten Steuereintreibung zu verlieren, heiratete die Mutter des Jungen den Freund ihres verstorbenen Mannes, einen gewalttätigen Alkoholiker. Im Laufe der Geschichte erfährt der Junge, dass seine inzwischen blinde Mutter durch die Schläge ihres neuen Mannes das Augenlicht verlor. Er freundet sich mit einem Zauberer an, der in einen „Tyger“ verwandelt worden war, entkommt einem schweren Sturm, erlöst den Zauberer und erhält dafür einen Heilzauber für seine Mutter.
Der Augenzeuge erkennt den Gestaltwandler an einer Tätowierung und einer Narbe, worauf dieser sich in eine Schlange verwandelt und zwei Menschen tötet. Roland erschießt die Schlange mit einer Silberkugel. Im weiteren Verlauf der Geschichte erfährt er Neuigkeiten über seine Mutter.
Nachdem Roland seine Geschichte dem Ka-Tet erzählt hat, ist der Sturm abgeklungen und sie können weiterziehen.